# Vargödraget
Vargödraget este o arie protejată (arie specială de conservare — SAC, sit de importanță comunitară — SCI) din Suedia întinsă pe o suprafață de 353,7 ha, integral pe uscat.

## Localizare
Centrul sitului Vargödraget este situat la coordonatele 65°14′58″N 21°42′59″E / 65.2494°N 21.7163°E.

## Înființare
Situl Vargödraget a fost declarat sit de importanță comunitară în iunie 2001 pentru a proteja un număr necunoscut de specii din flora spontană și fauna sălbatică aflate în arealul zonei. Situl a fost protejat și ca arie specială de conservare în martie 2011.

## Biodiversitate
Situată în ecoregiunile boreală și marină baltică, aria protejată conține 6 habitate naturale: Vegetație perenă pe țărmurile stâncoase, Păduri naturale în etape succesive primare ale suprafețelor emergente de coastă, Taiga vestică, Insulițe și insule mici din Baltica boreală, Terase mlăștinoase și terase nisipoase neacoperite de apă la reflux, Pășuni de coastă din Baltica boreală.
La baza desemnării sitului se află un număr nedeclarat de specii protejate.